# كأس اليونان 2001–02
كأس اليونان 2001–02 (باليونانية: Κύπελλο Ελλάδος ποδοσφαίρου ανδρών 2001-02)‏ هو الموسم 60 من كأس اليونان. أشرف على تنظيمه الاتحاد الإغريقي لكرة القدم، وكان عدد الأندية المشاركة فيه 44، وفاز فيه أيك أثينا.